# جوشوا دوكي
جوشوا دوكي (مواليد 20 أبريل 2004) هو لاعب كرة قدم من توغو يلعب كمهاجم في نادي أكاديمية غرب إفريقيا.

## وصلات خارجية
- جوشوا دوكي على موقع قاعدة بيانات كرة القدم.إي يو (الإنجليزية)
- جوشوا دوكي على موقع ناشيونال فوتبول تيمز (الإنجليزية)
- جوشوا دوكي على موقع Soccerway.com (الإنجليزية)
- جوشوا دوكي على موقع عالم كرة القدم.نت (الإنجليزية)
- جوشوا دوكي على موقع GSA (الإنجليزية)